# Yeosu
Yeosu (Koreaans: 여수시, 麗水市; Yeosu-si, M-R: Yŏsu) is een stad in de Zuid-Koreaanse provincie Jeollanam-do. De huidige stad bestaat uit de oude stad Yeosu (stadstatus in 1949), de stad Yeocheon (gesticht in 1986) en de gun (district) Yeocheon, die op 1 april 1998 gefuseerd werden tot een nieuwe stad, waarbij de naam Yeosu werd behouden. Om deze reden telt de stad drie stadhuizen. In de stad bevindt zich de provinciale marinebasis.
De stad telde 295.439 inwoners in 2007. In 2007 waren er plannen van de burgemeesters van de steden Yeosu, Suncheon en Gwangyang dat deze in 2010 zouden fuseren tot een nieuwe stad met ongeveer 720.000 inwoners. Deze stap zou de nieuwe stad sterker kunnen positioneren in de onderhandelingen over wie de wereldtentoonstelling van 2012 mocht organiseren, een nominatie die de stad Yeosu uiteindelijk zonder fusie wist binnen te slepen. De stad was dan ook gastheer voor Expo 2012.

## Geografie
De stad ligt ongeveer halfweg de zuidelijke kust van het land en bestaat uit het gelijknamige schiereiland en 317 eilanden eromheen. Van de eilanden zijn er 49 bewoond. De stad wordt gescheiden van de oostelijker gelegen gun (district) Namhae in de provincie Gyeongsangnam-do door een natuurlijke waterweg. Ten westen en noordwesten ligt de Baai van Suncheon en ten noorden de stad Suncheon.
De zeewind en warme oceaanstroming zorgen ervoor dat in Yeosu koele zomers en milde winters heersen. Dit zorgt er verder voor dat de lente en herfst hier ten opzichte van andere Zuid-Koreaanse gebieden relatief gezien langer duren.

## Geschiedenis
De oude stad Yeosu is bekend sinds 538, toen de plaats Wonchon-hyeon/Dolsan-hyeon werd genoemd in het 16e regeringsjaar van Seong, een koning uit de dynastie van het koninkrijk Paekche (BaekJe). In 757 werd de naam veranderd naar Haeub-hyeon/Yeosan-hyeon en in 940 naar Yeosu-hyeon/Dolsan-hyeon. In 1479 werd het hoofdkwartier van de marine van de oostelijke sector van de provincie Cholla van de Joseon-dynastie hier gevestigd. Het was de eerste basis waar de vloot van admiraal Yi Sun-sin was gestationeerd tijdens de Zevenjarige Oorlog (1592-1598).
In 1897 werd de plaats hernoemd tot Yeosu-myeon en tot onderdeel van de Yeosu-gun gemaakt. In 1914, werd deze gun samengevoegd met de Dolsan-gun. In 1931 werd Yeosu-myeon hernoemd tot Yeosu-eup. In 1949 kreeg Yeosu de status van stad. In 1998 werd Yeosu samengevoegd met de stad Yeochon en de Yeochon-gun, waardoor de huidige stad Yeosu ontstond.
De wereldtentoonstelling van 2012 was in Yeosu.

## Bezienswaardigheden
In de haven bevindt zich een model op ware grootte van een geobukseon van admiraal Yi, een ijzeren oorlogsschip dat werd gebruikt om de Japanse marine te verslaan. Er bevindt zich verder een strand met vulkanisch 'zwart' zand nabij Yeosu, dat vooral Koreaanse toeristen trekt. Vanuit de haven worden veerdiensten uitgevoerd naar een aantal eilanden in de buurt.

## Partnersteden
- Cebu (Filipijnen)
- Hangzhou (China)
- Karatsu (Japan)
- Newport Beach (Verenigde Staten)
- Sikeston (Verenigde Staten)
- Weihai (China)